# جاده ای۱۶ (انگلستان)
جاده ای۱۶ (به انگلیسی: A16 road) یکی از جاده‌های کشور انگلستان است.
این جاده از گریمسبای در شهرستان لینکولن‌شایر شروع و در شهر پیتربورو در شهرستان کمبریج‌شایر به پایان میرسد، طول این جاده 	۱۲۵٫۴۰ کیلومتر است.